# Kickboxer
Kickboxer es una película estadounidense de artes marciales protagonizada por Jean-Claude Van Damme y estrenada en 1989. La cinta es coprotagonizada por el excampeón mundial de kickboxing Dennis Alexio y Michel Qissi, amigo de la infancia de Van Damme.
A Kickboxer le siguieron cuatro secuelas, en cuales participó Van Damme solo en la primera, y en las otras solo dirigió.En 2016 fue estrenada la película Kickboxer: Vengeance, un reboot de Kickboxer donde reaparecen los personajes de Kurt y Eric Sloane, interpretados en esta ocasión por los actores Alain Moussi y Darren Shahlavi. La película, rodada en las ciudades de Bangkok, Nueva Orleans y Los Ángeles, cuenta con la actuación de Van Damme interpretando al maestro Durand, compartiendo pantalla con Dave Bautista como Tong Po, Gina Carano, Sara Malakul Lane y Georges St-Pierre.
En español, esta película fue comercializada bajo el nombre Kickboxer: Contacto sangriento 2, a pesar de no tener ninguna relación con la película Contacto Sangriento (Bloodsport), otra película de Van Damme.

## Sinopsis
Eric el Exterminador Sloan, el campeón americano de kickboxing, decide probar su fuerza explorando nuevos horizontes y viaja con su hermano y asistente Kurt a Bangkok, Tailandia, para medirse con el campeón local Tong Po. Eric es advertido de que las reglas allí son diferentes, ya que las peleas son más agresivas y se utilizan los codos y las rodillas.
En los vestuarios antes de la pelea, Kurt descubre a Tong Po golpeando violentamente con sus codos y espinillas una columna de hormigón, de la cual caían trozos de yeso hasta casi derribarla. Kurt alerta a Eric de los métodos de entrenamiento de su oponente. Eric hace caso omiso y sale a pelear. Después de un brutal primer asalto, Kurt le pide a Eric que abandone la pelea. Sin embargo, el orgullo de Eric es demasiado como para darse por vencido. Ya en el segundo asalto, Eric continúa recibiendo una salvaje paliza, y es derrotado rápidamente por Tong Po. Estando tirado Eric en la lona, Tong Po le aplica un golpe descalificado con el codo a pesar de que Kurt le ruega a Tong Po qué no lo haga a lo cual Po gritó qué no!!, lo golpea e n la espina dorsal, dejándolo discapacitado.
Kurt, enfurecido, quiere enfrentarse a Tong Po, pero apenas tiene conceptos básicos de karate y kickboxing. Conoce a un militar estadounidense retirado, Winston Taylor, que se encontraba entre el público; este lleva al hospital a Eric y habla con Kurt sobre las costumbres de ese país. Le informa también que no es tan sencillo atrapar a Tong Po, ya que detrás de sus combates existe una mafia liderada por su mánager Freddy Li, en la que frecuentan apuestas, le roban el dinero a los comerciantes más humildes y sobornan a la policía para que no intervenga; por lo que es peligroso meterse con ellos.
Sin embargo, Taylor quiere ayudar a Kurt para que encuentre un instructor de muay thai y da con Xian Chow, un viejo maestro que habita en las montañas. La preparación que recibirá con Xian va más allá de aprender el muay thai y llevar su condición física a los límites, también consistirá en preparar su mente con métodos que Kurt desconocía por completo, entre ellos aprenderá técnicas complementarias de taichí chuan.
En medio del entrenamiento, Kurt se enamora de Mylee, la joven sobrina de Xian, a la que había ayudado echando a patadas a los ladrones aliados de Freddy Li cuando estos querían llevarse el dinero de su tienda.
A medida que Kurt se vuelve más fuerte, a los mafiosos locales les preocupa que este interfiera en sus negocios con el kickboxing clandestino, y lo persuaden a participar en una pelea contra Tong Po de una manera muy diferente a lo habitual, se trata de la forma tradicional en la que se peleaba siglos atrás y que los luchadores envuelven sus manos en cuerda de cáñamo, cubren la cuerda con resina y después, sumergen las manos en vidrio roto para que sus puños se conviertan en armas mortales. 
Tong Po y Kurt se enfrentarán en una letal pelea, en la que Kurt no solo combate contra un poderoso campeón, sino también contra la mafia que a toda costa intenta evitar que él sea el vencedor y obtenga su venganza.

## Reparto
| Actor                 | Personaje           | Descripción           |
| --------------------- | ------------------- | --------------------- |
| Jean-Claude Van Damme | Kurt Sloane         |                       |
| Dennis Alexio         | Eric Sloane         |                       |
| Dennis Chan           | Xian Chow           | Muay Thai Kru de Kurt |
| Michel Qissi          | Tong "The Tiger" Po |                       |
| Ka Ting Lee           | Freddy Li           |                       |
| Rochelle Ashana       | Mylee               |                       |
| Haskell Anderson      | Winston Taylor      |                       |
| Richard Foo           | Tao Liu             |                       |
| Wong Wing Shun        | Lo                  |                       |
| Ricky Liu             | Big Thai Man        |                       |
| Priwan Sriharajmontri | Oponente de Kurt    |                       |
| Ong Soo Han           | Oponente de Tong Po |                       |
| Zennie Reynolds       | Peleador de U.S.    |                       |
| Andy Lee              | Doctor              |                       |
| Joann Wong            | Esposa de Tao Liu   |                       |
| Kanthima Vutti        | Muchacha de Eric    |                       |
| Montri Vongbutr       | Antiguo guerrero #1 |                       |
| Amnart Komolthorn     | Antiguo guerrero #2 |                       |
| Jim Cummings          | Freddy Li           | Voz. No acreditado    |

## Producción
Las escenas del entrenamiento de Kurt (Van Damme) se grabaron cerca de los templos de Wat Phra Si Sanphet y Wat Ratchaburana, parte de las ruinas de la ciudad de Ayutthaya en Tailandia.

## Estreno y recepción
Kickboxer se estrenó el 8 de noviembre de 1989. La cinta contó con un presupuesto estimado de $2.7 millones de dólares, y recaudó un total de $ Kickboxer recaudó $ 14,697,005 en los Estados Unidos. Cannon lo lanzó deliberadamente en el tradicional fin de semana lento después del Día del Trabajo cuando no hay lanzamientos de estudio y, por lo tanto, competencia limitada; se estrenó en 973 pantallas y recaudó $ 4.1 millones, convirtiéndose en la tercera película más popular del país. Unos años más tarde, su bruto se estimó en $ 50 millones.millones en todo el mundo y su segundo gran éxito a nivel mundial, convirtiéndose en un éxito de taquilla.
La cinta recibió críticas generalmente negativas. Fue incluso considerada por los críticos como una copia de The Karate Kid que añadía elementos de Rocky y Rambo, con un final, describiendo a Van Damme y su actuación como un mal intento de Arnold Schwarzenegger. Al igual que Contacto Sangriento, esta es considerada una "b-movie" (película de bajo presupuesto) pero al igual que la cinta anterior, ésta ayudó en la consolidación de Van Damme como una estrella del cine de acción.